# 佐那河内村
佐那河内村（さなごうちそん）は、徳島県の北東に位置する村。徳島県唯一の村であり、常会などの住民自治組織が継承されている。すだちやいちごの品種「ももいちご」の生産で有名。

## 地理
- 山: 旭ヶ丸、古田山、負出山、二秀峯、轆轤山、高森山、杖立山
- 河川: 園瀬川、嵯峨川、根郷川、音羽川

### 大字

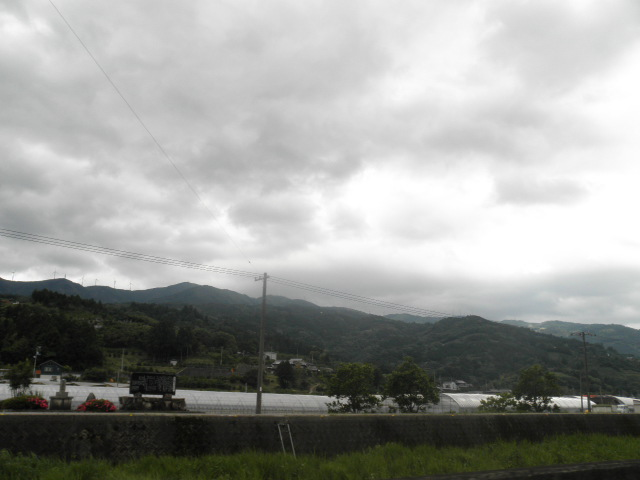
上地区の街並み
上字大黒で撮影

| 大字名 | 郵便番号 |
| ------ | -------- |
| 上     | 777-4102 |
| 下     | 771-4101 |

### 広袤（こうぼう）
国土地理院地理情報 によると、東西の長さは9.5 km、南北の長さは4.5 kmである。

### 隣接している自治体
- 徳島市
- 勝浦郡上勝町、勝浦町
- 名西郡神山町

## 歴史
- 1889年（明治22年）10月1日 - 町村制の施行により、上佐那河内村・下佐那河内村の区域をもって発足。
- 1980年（昭和55年）3月6日 - 村章を制定[6]。

## 行政

### 村役場

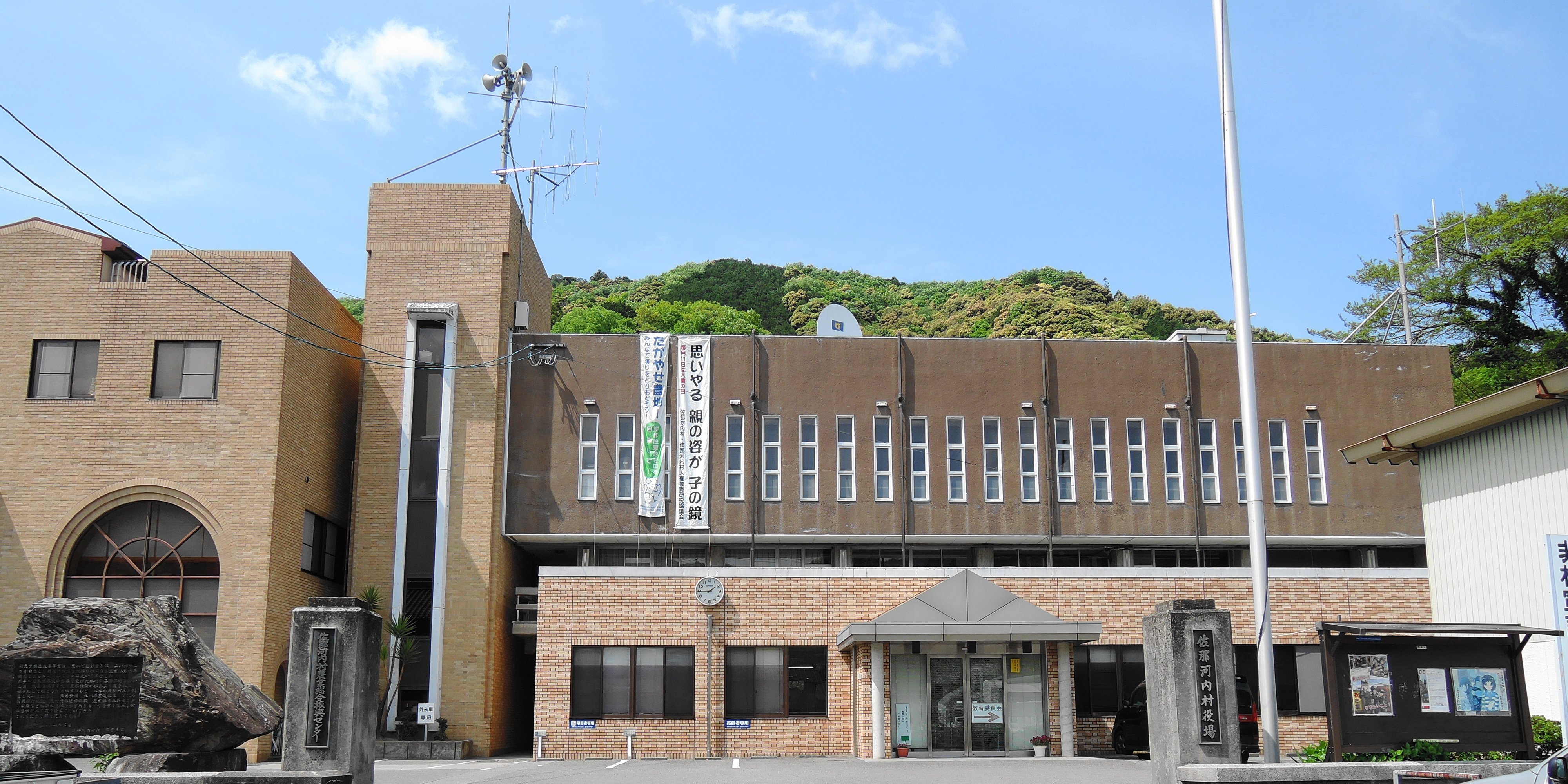
旧佐那河内村役場（2014年4月）

- 佐那河内村役場（所在地: 徳島県名東郡佐那河内村下字西ノハナ31番地）[1][2] - 2022年（令和4年）3月に新庁舎開庁[2]

### 村長
| 代位 | 人                        | 村長氏名 | 任期                              | 任期                       | 肩書き                     | 所属政党 | 備考                |
| 代位 | 人                        | 村長氏名 | 就任年月日                        | 退任年月日                 | 肩書き                     | 所属政党 | 備考                |
| ---- | ------------------------- | -------- | --------------------------------- | -------------------------- | -------------------------- | -------- | ------------------- |
|      |                           | 楠崇宏   | 1998年（平成10年）7月23日         | 2002年（平成14年）7月22日  |                            | 無所属   |                     |
|      |                           | 松尾肇   | 2002年（平成14年）7月23日         | 2006年（平成18年）7月22日  |                            | 無所属   | 投票率91.03%（1期） |
|      | 2006年（平成18年）7月23日 | 松尾肇   | 2010年（平成22年）7月22日         | 投票率83.58%（2期）        |                            | 無所属   |                     |
|      |                           | 原仁志   | 2010年（平成22年）7月23日         | 2014年（平成26年）7月22日  | 農業、元佐那河内村参事     | 無所属   | 投票率83.48%（1期） |
|      | 2014年（平成26年）7月23日 | 原仁志   | 2015年（平成27年）9月18日         | 投票率82.27%（2期）        | 農業、元佐那河内村参事     | 無所属   |                     |
| -    | -                         | 田村忠之 | 2015年（平成27年）9月19日         | 2015年（平成27年）11月1日  | 佐那河内村副村長           | 無所属   | 村長職務代理者      |
|      |                           | 岩城福治 | 2015年（平成27年）11月1日         | 2019年（令和元年）10月31日 | 農業、元JA徳島市八万支所長 | 無所属   | 投票率90.44%（1期） |
|      | 2019年（令和元年）11月1日 | 岩城福治 | 2023年（令和5年）10月31日         | 無投票（2期）              | 農業、元JA徳島市八万支所長 | 無所属   |                     |
|      | 2023年（令和5年）11月1日  | 岩城福治 | 2027年（令和9年）10月31日（予定） | 投票率82.25%（3期）        | 農業、元JA徳島市八万支所長 | 無所属   |                     |

### 警察
- 徳島中央警察署佐那河内村駐在所

### 消防
常備消防機関は無い。
- 佐那河内村消防団

### 衆議院
- 任期 ： 2021年（令和3年）10月31日 - 2025年（令和7年）10月30日（「第49回衆議院議員総選挙」参照）

| 選挙区名                                                                            | 議員名     | 政党名       | 当選回数 | 備考     |
| ----------------------------------------------------------------------------------- | ---------- | ------------ | -------- | -------- |
| 徳島県第1区（徳島市、小松島市、阿南市、勝浦郡、佐那河内村、名西郡、那賀町、海部郡） | 仁木博文   | 無所属       | 2        | 選挙区   |
| 徳島県第1区（徳島市、小松島市、阿南市、勝浦郡、佐那河内村、名西郡、那賀町、海部郡） | 後藤田正純 | 自由民主党   | 8        | 比例復活 |
| 徳島県第1区（徳島市、小松島市、阿南市、勝浦郡、佐那河内村、名西郡、那賀町、海部郡） | 吉田知代   | 日本維新の会 | 1        | 比例復活 |

## 経済

### 産業
農業
- すだち、蜜柑、イチゴ（ももいちご、さくらももいちご）

## 郵便局
- 佐那河内郵便局

## 地域

### 人口
| |                                            |  |
| 佐那河内村と全国の年齢別人口分布（2005年） | 佐那河内村の年齢・男女別人口分布（2005年） |  |
| ■紫色 ― 佐那河内村 ■緑色 ― 日本全国 | ■青色 ― 男性 ■赤色 ― 女性                  |  |
| 佐那河内村（に相当する地域）の人口の推移 \| 1970年（昭和45年） \| 3,955人 \| \| \| 1975年（昭和50年） \| 3,874人 \| \| \| 1980年（昭和55年） \| 3,828人 \| \| \| 1985年（昭和60年） \| 3,644人 \| \| \| 1990年（平成2年） \| 3,467人 \| \| \| 1995年（平成7年） \| 3,245人 \| \| \| 2000年（平成12年） \| 3,016人 \| \| \| 2005年（平成17年） \| 2,800人 \| \| \| 2010年（平成22年） \| 2,588人 \| \| \| 2015年（平成27年） \| 2,289人 \| \| \| 2020年（令和2年） \| 2,058人 \| \| |                                            |  |
| 総務省統計局 国勢調査より |                                            |  |
| 1970年（昭和45年） | 3,955人                                    |  |
| 1975年（昭和50年） | 3,874人                                    |  |
| 1980年（昭和55年） | 3,828人                                    |  |
| 1985年（昭和60年） | 3,644人                                    |  |
| 1990年（平成2年） | 3,467人                                    |  |
| 1995年（平成7年） | 3,245人                                    |  |
| 2000年（平成12年） | 3,016人                                    |  |
| 2005年（平成17年） | 2,800人                                    |  |
| 2010年（平成22年） | 2,588人                                    |  |
| 2015年（平成27年） | 2,289人                                    |  |
| 2020年（令和2年） | 2,058人                                    |  |

1955年までは人口が5,000人を超えていたが、それ以降は年々減少している。

### 学校教育
中学校
- 佐那河内村立佐那河内中学校

小学校
- 佐那河内村立佐那河内小学校

廃校
- 佐那河内村立宮前小学校
- 佐那河内村立高樋小学校
- 佐那河内村立嵯峨小学校

### 社会教育
- 佐那河内村図書館

## 交通

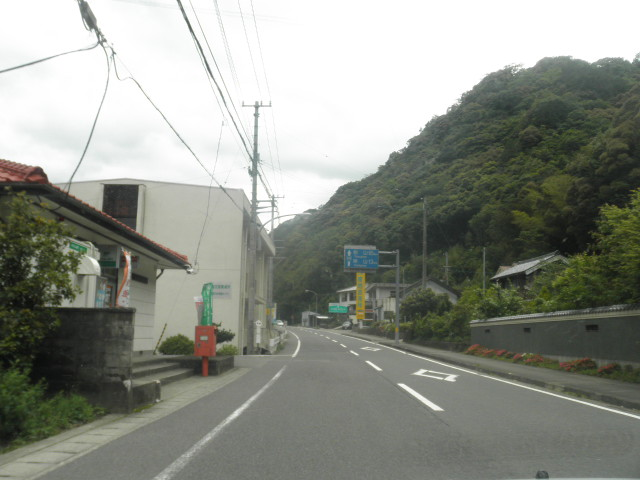
国道438号佐那河内郵便局前
下字高樋で撮影

### 鉄道
村内を鉄道路線は走っていない。鉄道を利用する場合、実質的な最寄り駅はJR四国高徳線および牟岐線の徳島駅。

### 路線バス
- 徳島バス - 徳島市と神山町を佐那河内村経由で結ぶ路線バスを運行している。
  - 徳島駅前 - 南二軒屋 - 城南高校前 - 市原 - 大木南 - 西地 - 大宮神社前 - 佐那河内役場前 - オロノ - 神山温泉 - 寄井中 - 神山高校前

### 道路
一般国道
- 国道438号
- 国道439号

県道
- 徳島県道18号勝浦佐那河内線
- 徳島県道33号小松島佐那河内線

## 観光地

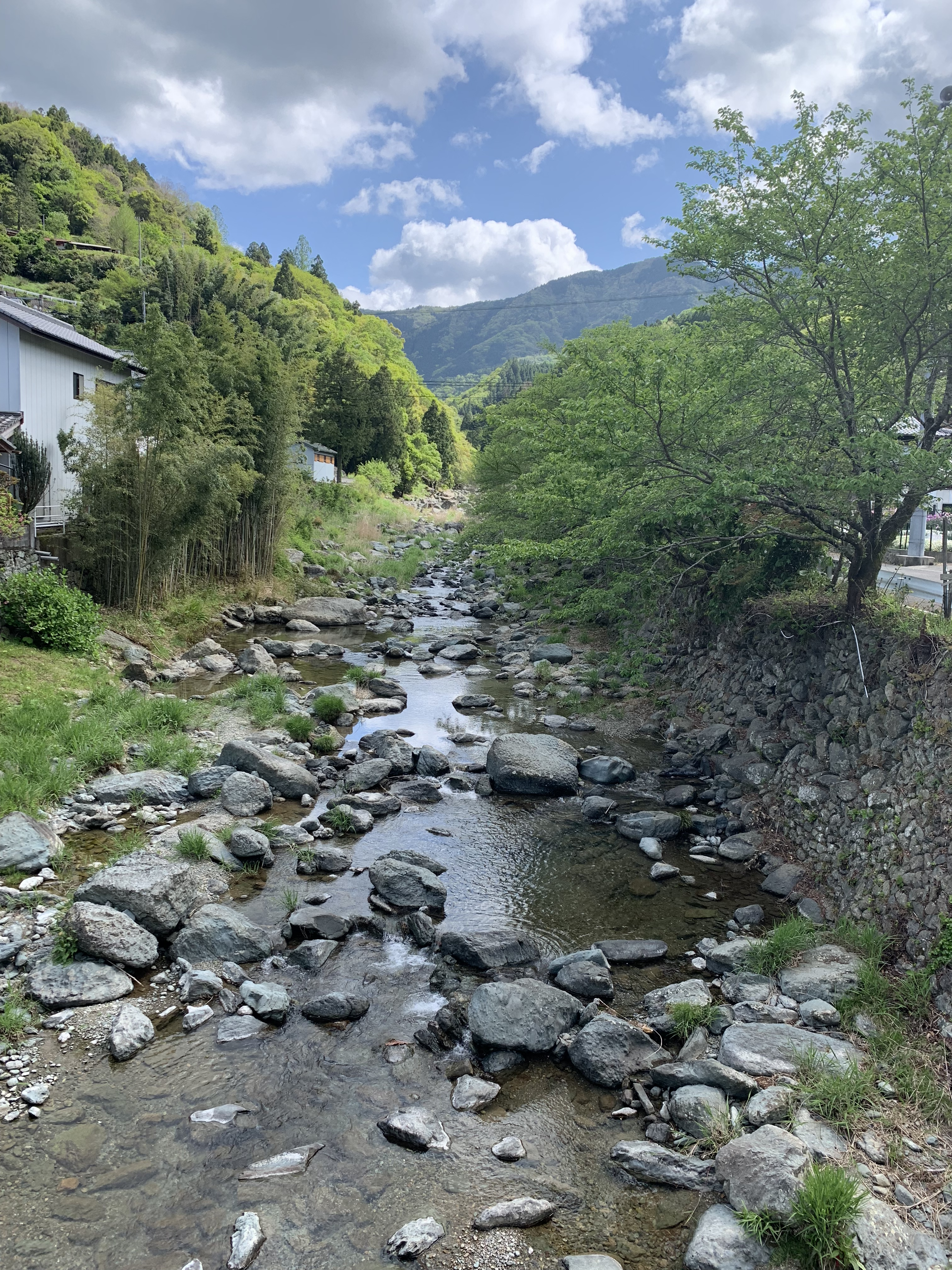
嵯峨橋

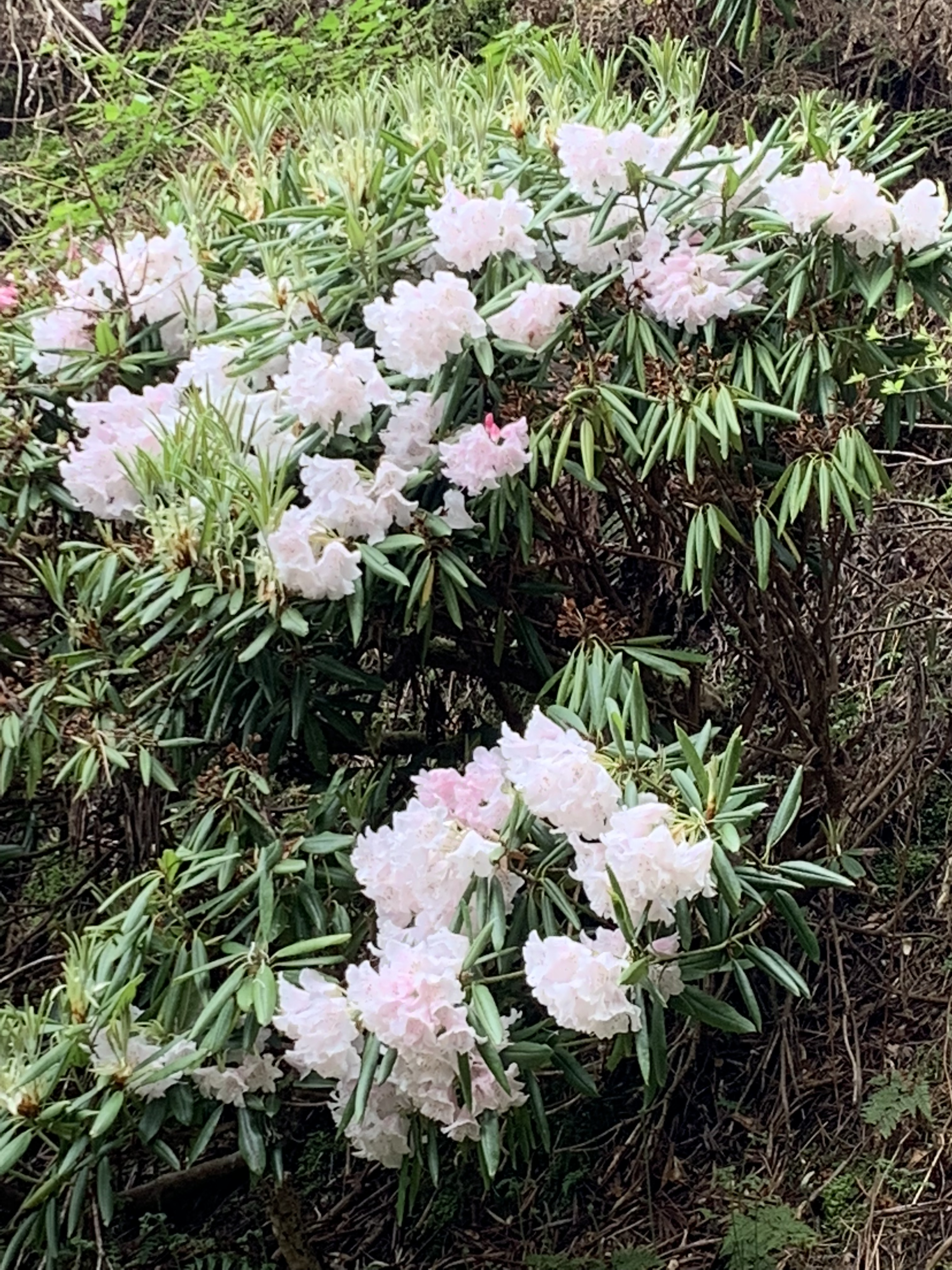
徳円寺のシャクナゲ

### 公園
- 徳島県立佐那河内村いきものふれあいの里
- 佐那河内村中央運動公園

### 名所
- 大川原高原
- 大川原ウインドファーム
- 嵯峨峡
- 湯壺の滝

### 社寺・史跡
- 大宮八幡神社
- 御間都比古神社
- 天岩戸別神社
- 嵯峨天一神社
- 朝宮神社
- 六社神社
- 水波能売神社（園瀬川水源）
- 徳円寺
- 宝蔵寺（新四国曼荼羅霊場74番札所）